# Кьо-Тамба

Кьо́-Та́мба (яп. 京丹波町, きょうたんばちょう, МФА: [kʲoː tamba t͡ɕoː]?) — містечко в Японії, в повіті Фунай префектури Кіото.  Отримало статус містечка 2005 року. Площа становить 303,07 км². Станом на 1 жовтня 2017 року населення складало 13 797  осіб, густота населення — 45,5 осіб/км².   